# Internationales Poesiefestival Medellín
Das Internationale Poesiefestival Medellín (spanisch: Festival Internacional de Poesía de Medellín) ist eine große Literaturveranstaltung, die 1991 in der kolumbianischen Stadt Medellín von dem Dichter Fernando Rendón ins Leben gerufen wurde und seither alljährlich im Sommer stattfindet. Zum Festival werden Dichter aus der ganzen Welt eingeladen.